# Ramazan Sarı
Ramazan İshak Sarı (ur. 4 stycznia 1998) – turecki zapaśnik walczący w stylu wolnym. Zajął dziewiąte miejsce na mistrzostwach świata w 2021. 
Piąty na mistrzostwach Europy w 2024. Trzeci na MŚ U-23 w 2019. Wygrał ME U-23 w 2021, drugi w 2019. Mistrz Europy juniorów w 2018 roku.